# 12 août 2009
Le mercredi 12 août 2009 est le 224e jour de l'année 2009.

## Décès
- Rashied Ali (né le 1er juillet 1935), batteur américain de jazz
- Marc François (acteur) (né le 19 février 1951), acteur français spécialisé dans le doublage
- Lazare Gianessi (né le 9 novembre 1925), footballeur français

## Autres événements
- Sortie française du film L'Investigateur
- Sortie du single Nanchatte Ren'ai du groupe Morning Musume sur l'album 10 My Me
- Début du Championnat d'Amérique du Sud de volley-ball masculin 2009
- Sortie de la compilation Coupling Best du groupe Mucc
- Match d'ouverture du stade Yeni Rize Şehir